# 毛尔 (巴登-符腾堡州)
毛尔是位於德國西南部的一條村莊，在巴登-符騰堡州萊茵-內卡縣，海德堡與辛斯海姆之間。
2012年6月1日，約翰·埃雷特當選市長，是德國第一名黑人市長。